# Gomen
Gomen är en sjö i Borlänge kommun i Dalarna och ingår i Dalälvens huvudavrinningsområde. Sjön är 17,1 meter djup, har en yta på 0,33 kvadratkilometer och är belägen 320 meter över havet. Sjön avvattnas av vattendraget Tunaån (Flokån). Vid provfiske har abborre, gädda och mört fångats i sjön.

## Delavrinningsområde
Gomen ingår i det delavrinningsområde (669533-146536) som SMHI kallar för Utloppet av Gomen. Medelhöjden är 384 meter över havet och ytan är 5,96 kvadratkilometer. Räknas de 2 avrinningsområdena uppströms in blir den ackumulerade arean 16,02 kvadratkilometer. Tunaån (Flokån) som avvattnar avrinningsområdet har biflödesordning 2, vilket innebär att vattnet flödar genom totalt 2 vattendrag innan det når havet efter 264 kilometer. Avrinningsområdet består mestadels av skog (89 procent). Avrinningsområdet har 0,32 kvadratkilometer vattenytor vilket ger det en sjöprocent på 5,4 procent.